# NS-Records
NS-Records beziehungsweise NS88-Records war ein dänisches Rechtsrock-Label, das von 1995 bis 1997 existierte und von dem deutschen Neonazi Marcel Schilf betrieben wurde. Heute existiert ein rechtsextremer Versandhandel mit diesem Namen, der von den Vereinigten Staaten aus betrieben wird. Mit dem früheren Label hat er allerdings nur noch den Namen gemein.

## Labelgeschichte
NS-Records wurde 1995 von Marcel Schilf, einem Mitglied von Blood and Honour, in Hilleröd, Dänemark, gegründet. Es erschienen insgesamt 24 Tonträger mit eindeutig neonazistischem Hintergrund, deren Produktion in Deutschland rechtlich nicht möglich war. So erschienen unter anderem Alben von Macht & Ehre, Kraftschlag, Tonstörung und das Debütalbum von Landser, Republik der Strolche, auf dem Label. Um die Rechte scherte sich Schilf wenig. So veröffentlichte er auch ein Album von Commando Pernod gegen den Willen der Bandmitglieder sowie zwei Alben von Arisches Blut (Daniel Eggers). Eggers war zu jener Zeit an Thorsten Lemmers Label Funny Sounds gebunden. Unter dem Namen NS88 erschien das von Ainaskin Musiikkii aus Helsinki hergestellte Video-Fanzine Kriegsberichter, eine rechtsextreme Videoreihe mit einer Mischung aus Live-Aufnahmen, selbst erstellten Musikvideos und Interviews internationaler Rechtsrock-Größen.
Die meisten Veröffentlichungen des Labels wurden in Deutschland von der Bundesprüfstelle für jugendgefährdende Medien indiziert oder unterliegen einem Beschlagnahmebeschluss. Das Label existierte von 1995 bis 1997, der Versandhandel etwas länger. Der Versand nach Deutschland erfolgte sowohl über Postwege als auch konspirativ im Kofferraum eines privaten PKW. Zu seinen Hochzeiten hatte das Label einen Kundenstamm von 8.400 Personen, davon fast 2/3 in Deutschland. Bei einer Razzia in Kiel wurden 1997 31.000 CDs aus dem Bestand von NS-Records beschlagnahmt. Daneben fand die Polizei noch 200.000 Raubpressungen (Bootlegs) unbekannter Herkunft.
Ab 1998 erhöhte sich der Fahndungsdruck gegenüber dem Label. Schilf zog nach Schweden und leitete von dort aus mit dem Norweger Erik Blücher NS88 als Blood & Honour Scandinavia weiter. Am 23. Januar 2001 verstarb Marcel Schilf an den Folgen einer Stoffwechselkrankheit.  2001 übernahm Ronald Schröder, ursprünglich aus Berlin, die Geschäfte. Die Labels spalteten sich dann auf in Celtic Moon und Nordwind beziehungsweise Nordvind Records.
Heute existiert NS88 Videos, ein Versandhandel in den USA, der sich in der Tradition des Labels sieht. Die Adresse ist auf einen US-Amerikaner namens „Jack Ruby“ registriert.

## Diskografie
| Band                    | Titel                       | Jahr      | Format | Code              | Indizierung oder Beschlagnahmung |
| ----------------------- | --------------------------- | --------- | ------ | ----------------- | -------------------------------- |
| Kraftschlag             | Trotz Verbot nicht tot      | 1995      | CD     | NS01              | B                                |
| Commando Pernod         | Breslau                     | 1995      | CD     | NS CD 02          | I, nicht autorisiert             |
| Landser                 | Republik der Strolche       | 1995      | CD     | NSCDimp01         | beschlagnahmt                    |
| Werwolf/Tonstörung      | Live                        | 1996      | CD     | CD24              | indiziert                        |
| Tonstörung              | Unsere Soldaten (live)      | 1996      | CD     | nicht autorisiert |                                  |
| Open Season             | Front Line Fighters         | 1996      | CD     | NSCD03            | indiziert                        |
| Macht & Ehre            | NSDAP                       | 1996      | CD     | NSCD04            | beschlagnahmt                    |
| Kraftschlag             | Live in Club Valhalla       | 1996      | CD     | NSCD005           | indiziert                        |
| Mistreat/Kraftschlag    | Waffenbrüder                | 1996      | CD     | NSCD06            | indiziert                        |
| Reichssturm             | Heim ins Reich              | 1996      | CD     | NSCD07            | indiziert                        |
| Oithanasie              | Jetzt oder nie              | 1996      | CD     | NSCD08            | indiziert                        |
| Arisches Blut           | Unter Führers Befehl        | 1996      | CD     | NSCD09            | beschlagnahmt, nicht autorisiert |
| Legion Ost              | Ohne Worte                  | 1996      | CD     | NSCD11            | indiziert                        |
| Macht & Ehre/Kommando   | Nigger Out!                 | 1996      | CD     | NSCD013           | indiziert                        |
| Störkraft               | Das waren noch Zeiten       | 1996      | CD     | NSCD15            | beschlagnahmt                    |
| Zyklon B                | Kanakenkiller               | 1996      | CD     | NSCD16            | indiziert                        |
| Arisches Blut           | Das Vermächtnis des Führers | 1996      | CD     | NSCD17            | beschlagnahmt, nicht autorisiert |
| Thunderbolt             | Twilight of the Gods        | 1996      | CD     | NSCD018           |                                  |
| Bomber/Radikahl         | Brandenburg 1992 – Disc 1   | 1996      | CD     | NSRCD 19          |                                  |
| No Remorse/Division S   | Brandenburg 1992 – Disc 2   | 1996      | CD     | NSRCD 20          |                                  |
| Skullhead/Dirlewanger   | Brandenburg 1992 – Disc 3   | 1996      | CD     | NSRCD 21          |                                  |
| Zillertaler Türkenjäger | 12 doitsche Stimmungshits   | 1997      | CD     |                   | beschlagnahmt                    |
| Nahkampf                | Alarm!                      | 1999      | CD     |                   | indiziert                        |
| Arisches Blut           | Vorwärts für Hitler!        | 1999      | CD     | NSCD25            | indiziert                        |
| Various                 | Blood & Honour Vol. 1       | 2000      | CD     |                   | indiziert                        |
| Sturmtruppen            | The Best Of                 | unbekannt | CD     | CD22              | indiziert, nicht autorisiert     |
| Entwarnung              | Rudolf Hess                 | unbekannt | CD     | NSCD10            | indiziert                        |
| Endlösung               | Unter dem Hakenkreuz        | unbekannt | CD     | NSCD24            | indiziert                        |